# Beka Adamaschwili
Beka Adamaschwili (georgisch ბექა ადამაშვილი; * 1990 in Tiflis) ist ein georgischer Schriftsteller und Blogger.

## Leben und Schaffen
Adamaschwili studierte ab 2007 Journalismus und Sozialwissenschaften an der privaten Kaukasus Universität in Tiflis. Zwischen 2009 und 2013 war er als satirisch-humoristischer Blogger aktiv. Mit seiner Kurzgeschichte XXVIII: Schlusspunkt gewann er 2013 den ersten Preis beim studentischen Literaturwettbewerb „Herbstlegende“. Adamaschwilis parodistisch-metafiktionaler Debütroman Bestseller erreichte 2014 die Shortlisten der georgischen Literaturpreise SABA und Tsinandali. Sein zweiter Roman In diesem Buch stirbt jeder wurde 2019 mit dem Literaturpreis der Europäischen Union ausgezeichnet.
Adamaschwili arbeitete als Drehbuchautor der politsatirischen Show „Tägliche Pillen von Vasiko Odischwili“ und ist Creative Director bei der georgischen Werbeagentur Leavingstone.

## Werke (Auswahl)
- ამ რომანში ყველა კვდება (Roman), Bakur Sulakauri Verlag, Tiflis 2018, ISBN 978-9941-30-199-5.
  - In diesem Buch stirbt jeder (Roman), Voland & Quist, Berlin 2020, ISBN 978-3-86391-252-9.
- ბესტსელერი (Roman), Bakur Sulakauri Verlag, Tiflis 2014, ISBN 978-9941-23-244-2.
  - Bestseller (Roman), Voland & Quist, Dresden 2017, ISBN 978-3-86391-183-6.